# Gorovje
Gorôvje je gorski svet, ki so ga endogene sile dvignile v višine. Geomorfološko so obsežna, medsebojno povezana skupina goratih vzpetin. Glede na višino ločimo sredogorja in visoka gorovja. Glede na nastanek in obliko poznamo:
- kaledónsko gorovje je nastalo s kaledonskim gubanjem; orogeneza, s katero se je v silurju in devonu dvignilo kaledonsko gorovje; tudi kaledonsko gubanje;
- nagubano gorovje; gorovje z gubami, ki se praviloma odražajo v pasovih višjega in nižjega sveta. Primeri so:
  - kúpolasto gorovje; kupolasto dvignjen del Zemljine skorje, s katerega so z erozijo odstranjene zgornje plasti sedimentnih kamnin in tako razkrite spodnje metamorfne ali magmatske kamnine; 
    - staro nagubano gorovje nastalo z gubanjem in drugimi tektonskimi premiki pred zgornjo kredo in ob koncu mezozoika;
    - mlado nagubano gorovje nastalo z gubanjem in drugimi tektonskimi premiki v zgornji kredi, terciarju in kvartarju;

  - vulkánsko gorovje nastalo zaradi vulkanizma;
- planotasto gorovje je gorovje, kjer prevladujejo vršne planote;
- razlomljeno gorovje, ki je zaradi prelomov in pestre geološke zgradbe razčlenjeno na več delov;
  - razlomljeno nagubano gorovje je gorovje z nagubano in sočasno ali pozneje tektonsko razlomljeno geološko zgradbo;
- regenerirano gorovje je pomlajeno gorovje, nastalo v starejšem reliefu z mlajšim tektonskim dviganjem;
- sestavljeno gorovje je razvejano gorovje, ki ga sestavlja več izrazitih gorskih skupin;
- slemenasto gorovje je gorovje z vidno slemenitvijo zaradi gubanja Zemeljske skorje; gorovje s prevlado slemen in vmesnih dolin;
- variscično gorovje je nastalo z variscično orogenezo v devonu in karbonu;
  - armorikánsko gorovje je del variscičnega gorovja iz mlajšega paleozoika; orogeneza, s katero se je v karbonu dvignilo gorovje; tudi armorikansko gubanje;
  - hercinsko gorovje je del variscičnega gorovja iz mlajšega paleozoika; orogeneza, s katero se je med devonom in permom dvignilo hercinsko gorovje; tudi hercinsko gubanje;
- verižno gorovje je razsežnejše gorovje z medsebojno povezanimi hrbti in slemeni večjih nadmorskih višin.

Gorovja so po navadi ločena med seboj s prevali in / ali rečnimi dolinami. Gore istega gorovja niso nujno istega geološkega izvora. 
Večje, slabo razčlenjeno, navadno osamljeno gorovje ali gorski sklop z enotnimi geografskimi lastnostmi, imenujemo gorski masiv. Primer: Pohorje, Centralni masiv. 
Geološka definicija opredeljuje gorovje kot naguban ali razlomljen ravni ali upognjen del Zemljine skorje, nastal pri orogenezi. Primer: Alpidi, Dinaridi.

## Podnebje
Položaj gorskih verig vpliva na podnebje, na primer na dež ali sneg. Ko se zračne mase premikajo navzgor in čez gore, se zrak ohladi in povzroči orografske padavine (dež ali sneg). Ko se zrak spušča na zavetrni strani, se ponovno segreje (po adiabatni stopnji prekinitve) in postane bolj suh, saj mu je odvzeta večina vlage. Pogosto padavinska senca vpliva na zavetrno stran območja. Posledično velike gorske verige, kot so Andi, razdelijo celine v ločena podnebna območja.

## Glavna gorovja
Večina geološko mladih gorskih verig na zemeljski površini je povezana bodisi s pacifiškim ognjenim obročem bodisi z alpskim pasom. Pacifiški ognjeni obroč vključuje Ande Južne Amerike, se razteza skozi severnoameriške Kordiljere vzdolž pacifiške obale, Aleutskega pogorja, preko Kamčatke, Japonske, Tajvana, Filipinov, Papue Nove Gvineje do Nove Zelandije. Andi so dolgi 7000 kilometrov in se pogosto štejejo za najdaljši gorski sistem na svetu.
Alpski pas vključuje Indonezijo in jugovzhodno Azijo, preko Himalaje, Kavkaza, Balkanskega gorovja, Alp in se konča v španskih gorah in gorovju Atlas. V pas spadajo tudi druga evropska in azijska gorovja. Himalaja vsebuje najvišje gore na svetu, vključno z Mount Everestom, ki je visok 8848 metrov in prečka mejo med Kitajsko in Nepalom.
Gorske verige izven teh dveh sistemov so Arktične Kordiljere, Ural, Apalači, Skandinavsko gorovje, Veliko ločnico, gorovje Altaj in gorovje Hedžas. Če se opredelitev gorskega območja razširi na podvodne gore, potem Oceanski greben tvori najdaljši neprekinjen gorski sistem na Zemlji z dolžino 65.000 kilometrov.

## Nezemeljska gorovja
Gore na drugih planetih in naravnih satelitih Osončja, vključno z Luno, so pogosto izolirane in jih tvorijo predvsem procesi, kot so udarci, čeprav obstajajo primeri gorskih verig, ki so nekoliko podobni tistim na Zemlji. Zlasti Saturnova luna Titan in Pluton prikazujeta velike gorske verige v verigah, sestavljenih večinoma iz ledu in ne kamnin. Primeri so Mithrim Montes in Doom Mons na Titanu ter Tenzing Montes in Hillary Montes na Plutonu. Nekateri zemeljski planeti, razen Zemlje, kažejo tudi skalnata gorovja, kot je Maxwell Montes na Veneri, višji od katerega koli na Zemlji in Tartarus Montes na Marsu. Jupitrova luna Io ima gorske verige, nastale iz tektonskih procesov, vključno z Boösaule Montes, Dorian Montes, Hi'iaka Montes in Euboea Montes.